# Naar Wijd en Zijd

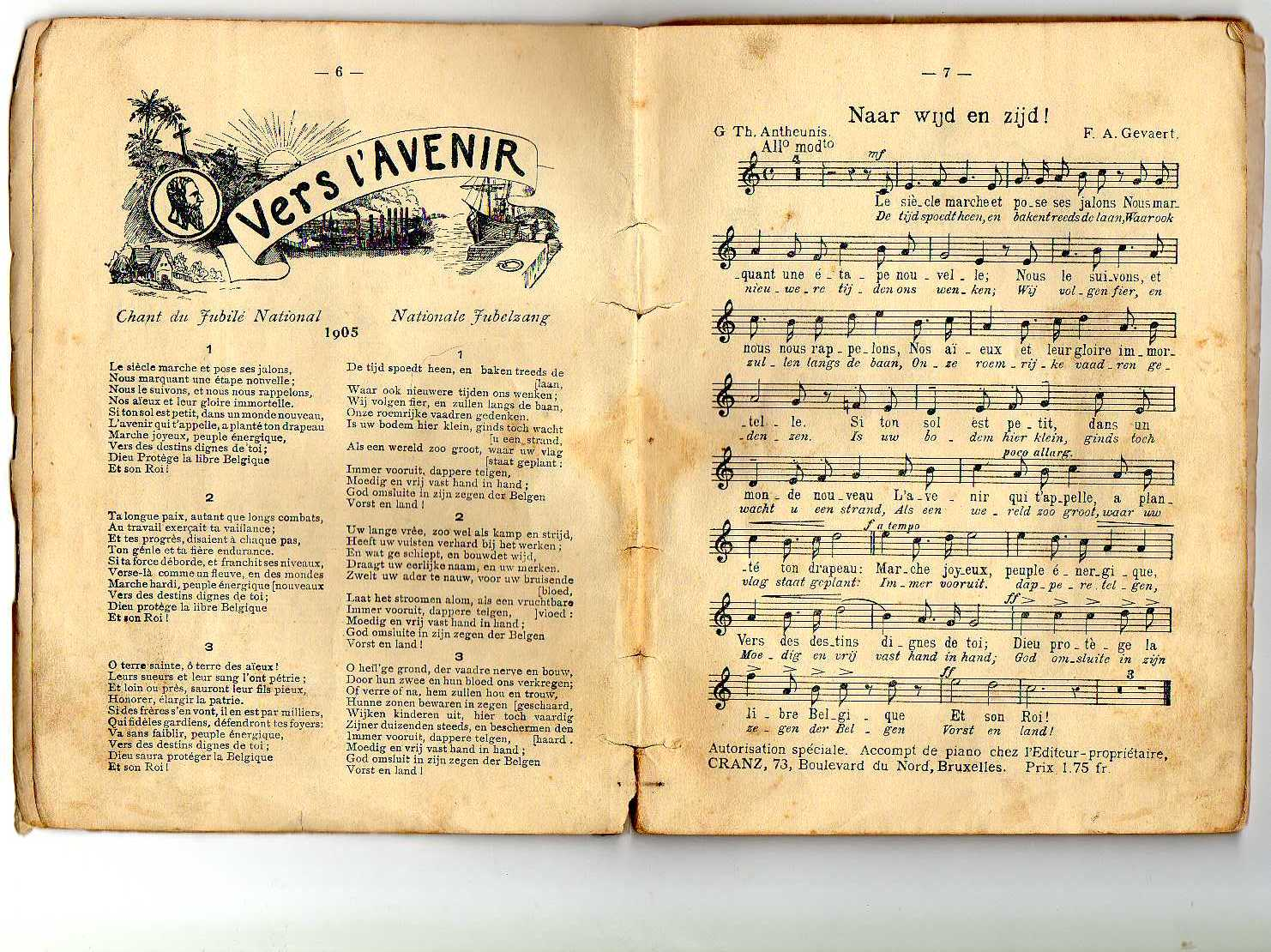
De tekst van naar Wijd en Zijd, zoals gepubliceerd in Jeunes Gardes catholiques in 1907.

Naar Wijd en Zijd (Frans: Vers l'avenir) is een Belgisch vaderlandslievend volkslied dat tevens werd beschouwd als het volkslied van Belgisch-Congo. Het lied werd geschreven in 1905 door Gentil Theodoor Antheunis (1840-1907). De muziek werd gecomponeerd door François-Auguste Gevaert (1828-1908).

## Nederlandstalige tekst
Dit is de Nederlandstalige tekst van het lied:
De tijd spoedt heen en bakent reeds de laan
Waar ook nieuwere tijden ons wenken
Wij volgen fier en zullen langs de baan
Onze roemrijke vaderen gedenken
Is uw bodem hier klein
Ginds toch wacht u een strand
Als een wereld zo groot
Waar uw vlag staat geplant
Refrein:
Immer vooruit dappere telgen
Moedig en vrij vast hand in hand
God omsluite in zijn zegen der Belgen
Vorst en land
Uw lange vree zowel als kamp en strijd
Heeft uw vuisten gehard bij het werken
En wat gij schiep en bouwde wijd en zijd
Draagt uw eerlijke namen, uw merken
Zwelt uw ader te nauw
Voor het bruisende bloed
Laat het stromen alom
Als een vruchtbare vloed
Refrein
O heil'ge grond der vaadren erve en bouw
Door hun zweet en hun bloed ons verkregen
Of verre of na hen zullen hou en trouw
Hunne zonen bewaren in zegen
Wijken kinderen uit hier toch waardig geschaard
Zijn er duizenden steeds en beschermen den haard
Refrein

## Franstalige tekst
In het Frans heet het lied Vers l'Avenir.
Le siècle marche et pose ses jalons,
Nous marquant une étape nouvelle.
Nous le suivons et nous nous rappelons
Nos aïeux et leur gloire immortelle.
Si ton sol est petit, dans un monde nouveau
L'avenir qui t'appelle a planté ton drapeau.
Refrein:
Marche joyeux, peuple énergique,
Vers des destins dignes de toi.
Dieu protège la libre Belgique
Et son Roi !
Ta longue paix autant que longs combats
Au travail exerçait ta vaillance,
Et tes progrès disaient à chaque pas
Ton génie et ta fière endurance.
Si ta force déborde et franchit ses niveaux,
Verse-la, comme un fleuve, en de mondes nouveaux !
Refrein
Ô terre sainte, ô terre des aïeux,
Leurs sueurs et leur sang t'ont pétrie,
Et loin ou près sauront leurs fils pieux
Honorer, élargir la Patrie.
Si des frères s'en vont, il en est par milliers
Qui, fidèles gardiens, défendront tes foyers.
Refrein